# Верхнечеренское сельское поселение
Верхнече́ренское се́льское поселе́ние — муниципальное образование в составе Клетского района Волгоградской области.
Административный центр — хутор Верхнечеренский.

## История
Верхнечеренское сельское поселение образовано 14 февраля 2005 года в соответствии с Законом Волгоградской области № 1003-ОД.

## Население
| 2010  | 2012  | 2013  | 2014  | 2015  | 2016  | 2017  |
| ----- | ----- | ----- | ----- | ----- | ----- | ----- |
| 1686  | ↘1675 | ↘1674 | ↘1670 | ↘1640 | ↘1614 | ↘1583 |
| 2018  | 2019  | 2020  | 2021  |       |       |       |
| ↘1544 | ↘1526 | ↘1505 | ↘1483 |       |       |       |

## Состав сельского поселения
| № | Населённый пункт | Тип населённого пункта        | Население |
| - | ---------------- | ----------------------------- | --------- |
| 1 | Большая Осиновка | хутор                         | 226       |
| 2 | Верхнечеренский  | хутор, административный центр | 881       |
| 3 | Жирковский       | хутор                         | 165       |
| 4 | Иванушенский     | хутор                         | 77        |
| 5 | Новоцарицынский  | хутор                         | 337       |